# クリスチーヌ・ド・フランスに捧げる歌
『クリスチーヌ・ド・フランスに捧げる歌』（仏語原題：  Couplet d'une chanson pour Christine de France  ）は、モリエールによる歌曲。1655年発表。

## 内容[1]
| 遠ざかっておくれ私から、遠ざかっておくれ私から、悲しみも、 |
| すすり泣きも、涙も、ため息も。                             |
| 姫君のお姿を再び私は目にしている。                         |
| そのお姿こそ私の思いのすべて、                             |
| 天にも昇るこの気持ち、                                     |
| 甘美に溢れ出るこの喜び。                                   |
| 私を彼岸に連れていくために                                 |
| 死よ、いつでもやってくるがよい。                           |
| 姫君のお姿を私は再び目にしたのだから。                     |

## 成立過程
サヴォイア公ヴィットーリオ・アメデーオ1世の妃であったフランス王女クリスチーヌのためにベジエにて制作された。モリエールと詩人、作曲家であったシャルル・ダスシの合作である。1655年の7月にダスシはモリエール劇団に合流し、ペズナスでの三部会のための興行やナルボンヌでの巡業に加わった。一度は劇団を離れたが、ベジエで再合流し、その時にこの歌が制作されたようである。ダスシはこの歌を公妃の前で披露した際の感想として「せっかくの傑作を歌い手が台無しにしてしまった」としか書き残しておらず、制作過程などについて詳しくは分からない。

## 日本語訳
- 『クリスチーヌ・ド・フランスに捧げた歌』廣田昌義訳、（モリエール全集 1 所収）、臨川書店、2000年